# Arnold Ræstad
Arnold Christopher Ræstad, född den 15 februari 1878 i Kristiania, död där den 18 september 1945, var en norsk rättslärd och nationalekonom, bror till Bertha Ræstad. 
Ræstad blev juris kandidat 1901, sekreterare i utrikesdepartementet 1906-10 och därunder 1908-09 i egenskap av sekreterare och kartkunnig anställd som attaché hos norska regeringens advokat i saken angående Grisbådarna. Han tog 1913 juris doktorsgrad i Kristiania på avhandlingen Kongens strømme (fransk upplaga, prisbelöntes av Franska institutet samma år) samt blev 1913 universitetsstipendiat i folkrätt och handelspolitik i Kristiania. I folkrätt utgav Ræstad Norges høihetsret over Spitsbergen i ældre tid. En folkeretshistorisk fremstilling (1912; förkortad fransk översättning "Le Spitsberg dans l'histoire diplomatique" i "La géographie", samma år), en översikt av de i de viktigaste länderna bestående lagarna och reglerna angående sjöterritoriet i "Revue générale de droit international public" (1914)samt Krigs- og fredsproblemer (3 upplagor 1916). Nationalekonomiskt utgav Ræstad en samling av "Norges handels- og skibsfartspolitik" (1914), en mindre handbok i Handelspolitik (samma år) och Truster og karteller (1916). Ræstad var stipendiat till och med 1919 och blev i juni 1921 utrikesminister i Blehrs ministär. Då hans program att söka sluta handelstraktater med Spanien och Portugal inom ramen för det i Norge bestående alkoholförbudet misslyckades, avgick han i maj 1922. Ræstad var ledamot av bland annat tulltariff- och traktatkommissionerna (båda 1915) samt ordförande i förberedande ransonerings- och luftfartslagkommittéerna (1917 respektive 1918), varjämte han var ordförande i arbetsutskottet i finansrådet (1917), i valutarådet (1919) och i delegationen för underhandlingar med vinländerna (1920).